# Distrito de Raigad
Raigad , también Raigarh, (en maratí; रायगड जिल्हा ) es un distrito de India, parte de la división de Konkan en el estado de Maharastra . 
Comprende una superficie de 7 148 km².
El centro administrativo es la ciudad de Alibag.

## Demografía
Según censo 2011 contaba con una población total de 2 635 394 habitantes.